# 30 Batalion Straży Granicznej
30 Batalion Straży Granicznej – jednostka organizacyjna Straży Granicznej w II Rzeczypospolitej.

## Formowanie i zmiany organizacyjne
Wykonując postanowienia uchwały Rady Ministrów z 23 maja 1922 roku, Minister Spraw Wewnętrznych rozkazem z 9 listopada 1922 roku zmienił nazwę „Bataliony Celne” na „Straż Graniczną”. Wprowadził jednocześnie w formacji nową organizację wewnętrzną. 30 batalion celny przemianowany został na 30 batalion Straży Granicznej.
30 batalion Straży Granicznej funkcjonował w strukturze Komendy Powiatowej Straży Granicznej w Wilejce, a jego dowództwo stacjonowało w Radoszkowicach. W skład batalionu wchodziły cztery kompanie strzeleckie oraz jedna kompania karabinów maszynowych w liczbie 3 plutonów po 2 karabiny maszynowe na pluton. Dowódca batalionu posiadał uprawnienia dyscyplinarne dowódcy pułku. Cały skład osobowy batalionu obejmował etatowo 614 żołnierzy, w tym 14 oficerów.
Na podstawie uchwały Rady Ministrów z 24 maja 1923 zarządzono likwidację Straży Granicznej do dnia 1 lipca 1923. Jednak 30 batalion Straży Granicznej, już w nowym etacie, pozostał na granicy do jesieni 1923.
Potem batalion przekazał swój odcinek oddziałom Policji Państwowej i został rozwiązany.

## Służba graniczna
Od lipca 1923 batalion ochraniał odcinek granicy od m. Cybulki do m. Woromejki (granica powiatu wilejskiego i stołpeckiego)
Wydarzenia
- 8 lutego 1923 roku w trakcie przeszukania prowadzonego w zaścianku Borowe, w gminie Chocieńczyce,  podporucznik Lucjan Pyttel, dowódca plutonu 2 kompanii zastrzelił posterunkowego Feliksa Barana. Postępowanie wyjaśniające przeprowadzone przez komendanta batalionu, rotmistrza Sosnowskiego wykazało, że posterunkowy Baran wykazał się lekkomyślnością i nie zastosował się do czterokrotnego wezwania porucznika Pyttla. W przeszukaniu zaścianka uczestniczył także dowódca 2 kompanii porucznik Miłosz[10].

Sąsiednie bataliony
- 44 batalion Straży Granicznej ⇔ 32 batalion Straży Granicznej – 1 grudnia 1922[3][11]

## Żołnierze batalionu
Komendanci batalionu
| stopień   | imię i nazwisko    | okres pełnienia służby | kolejne stanowisko      |
| --------- | ------------------ | ---------------------- | ----------------------- |
| rotmistrz | Zygmunt Sosnowski  | IX 1922 –              | oficer rezerwy 22 p.uł. |
| major     | Wacław Michałowski |                        |                         |

## Struktura organizacyjna
| Ordre de Bataille 30 batalionu Straży Granicznej w Radoszkowicach na dzień 14 listopada 1922 | Ordre de Bataille 30 batalionu Straży Granicznej w Radoszkowicach na dzień 14 listopada 1922 | Ordre de Bataille 30 batalionu Straży Granicznej w Radoszkowicach na dzień 14 listopada 1922 | Ordre de Bataille 30 batalionu Straży Granicznej w Radoszkowicach na dzień 14 listopada 1922 | Ordre de Bataille 30 batalionu Straży Granicznej w Radoszkowicach na dzień 14 listopada 1922 |
| kompanie                                                                                     | 1. Wiazyń                                                                                    | 2.                                                                                           | 3. Bakszty                                                                                   | 4.                                                                                           |
| -------------------------------------------------------------------------------------------- | -------------------------------------------------------------------------------------------- | -------------------------------------------------------------------------------------------- | -------------------------------------------------------------------------------------------- | -------------------------------------------------------------------------------------------- |
| placówki                                                                                     | Majorowszczyzna                                                                              | Ferma                                                                                        | Rakoszkowicze                                                                                | flw. Łowcowicze                                                                              |
| placówki                                                                                     | Seledczyki                                                                                   | Siewino                                                                                      | Udranka                                                                                      | Zacisze                                                                                      |
| placówki                                                                                     | Weremejki                                                                                    | Malkowszczyzna                                                                               | Nowy Młynek                                                                                  | Dworce                                                                                       |
| placówki                                                                                     | Poniazyn                                                                                     |                                                                                              | Klimonty                                                                                     | Suchinki                                                                                     |
| placówki                                                                                     | Wołoki                                                                                       |                                                                                              | Cyganowo                                                                                     | Helenowo                                                                                     |
| placówki                                                                                     |                                                                                              |                                                                                              | Dworzyszcze                                                                                  | Lachy                                                                                        |
| placówki                                                                                     |                                                                                              |                                                                                              | Bućki                                                                                        | Czerwiaki                                                                                    |
| placówki                                                                                     |                                                                                              |                                                                                              | w. Łowcowicze                                                                                | Borki                                                                                        |